# 大津秀一
大津 秀一（おおつ しゅういち、1976年 - ）は、日本の緩和医療医師・作家。

## 略歴
茨城県生まれ。茨城県立水戸第一高等学校、岐阜大学医学部卒業。消化器内科医として多くの末期がん患者と向き合った経験から、緩和ケアを手がけるようになり、日本最年少のホスピス医(当時)の一人として京都市左京区の日本バプテスト病院ホスピスに勤務。その後東京都の在宅療養支援診療所を経て、2010年6月から東邦大学大森病院緩和ケアセンターに所属。同センター長を経て、日本初の早期からの緩和ケア外来に特化した診療所「早期緩和ケア大津秀一クリニック」院長。
終末期患者の診療の一方で、緩和医療や死生観の問題等について幅広く講演・執筆活動を行っており、多くの著作がある。2009年に出版した『死ぬときに後悔すること25』（致知出版社）は日韓で各30万部を超えるベストセラーとなった。

## 著書
- 死学 安らかな終末を、緩和医療のすすめ（2006年12月 小学館、2010年2月小学館文庫『死ぬときに後悔しない医療』）
- 余名半年（2009年2月 ソフトバンク新書）
- 死ぬときに後悔すること25（2009年5月 致知出版社、2013年新潮文庫）
- 感動を与えて逝った12人の物語（2010年9月致知出版社、2014年新潮文庫『人生の〆方』）
- すべて、患者さんが教えてくれた終末期医療のこと（2011年1月河出書房新社）
- 死ぬときに人はどうなる 10の質問（2011年9月 致知出版社）
- ありがとう 生きること そのすばらしさ（2011年9月 致知出版社）
- 死と不安を乗り越える：「医活」納得のいく医療との出会い方（2011年9月筑摩書房）
- 「いい人生だった」と言える10の習慣（2013年6月 青春出版社）
- 1000人の患者を看取った医師が実践している 傾聴力（2013年7月 大和書房）
- どんな病気でも後悔しない死に方（2013年9月 角川SSC新書）
- 大切な人を看取る作法（2014年10月大和書房）
- 死ぬまでに決断しておきたいこと20（2015年2月KADOKAWA/メディアファクトリー）
- 「幸せな人生」に必要なたった一つの言葉（2015年11月青春出版社）

## 専門書
- 間違いだらけの緩和薬選び ―世界一簡単な緩和薬の本 （2013年6月 中外医学社）
- Dr.大津の世界イチ簡単な緩和医療の本―がん患者を苦痛から救う10ステップ（2015年3月総合医学社）
- 間違いだらけの緩和薬選び Ver.2 世界一簡単な緩和薬の本（2015年6月 中外医学社）

## 共著
- 人は死ぬとき何を思うのか（渡辺和子他、2014年7月PHP研究所）
- 幸福な余生のためにすべきこと（渡部昇一、2015年3月PHP研究所）

## 監修
- はっぴーえんど[1]（作：魚戸おさむ）